# Campeonato da CONCACAF de Futebol de Areia
O Campeonato da CONCACAF de Futebol de Areia é um campeonato bienal de futebol de areia de seleções organizada pela Confederação de Futebol da América do Norte, Central e Caribe (CONCACAF).
É um torneio que funciona como a qualificação norte-americana para a Copa do Mundo de Futebol de Areia. O campeonato possui duas vagas para o mundial, qualificando o campeão e o vice.
Coincidindo com a realização anual do mundial, a competição ocorreu anualmente até 2010; a Copa do Mundo se tornou bienal, e como evento de qualificação, o campeonato seguiu o exemplo.
Estados Unidos é o atual campeão, enquanto o México é o maior vencedor com quatro títulos.

## História
O campeonato foi criado em 2006 depois que a FIFA passou a exigir que todas as confederações realizassem torneios de qualificação para determinar as melhores nações em seu continente, portanto, aqueles que iram representar cada confederação na próxima Copa do Mundo (anteriormente, as nações eram simplesmente convidadas a jogar sem nenhum critério de qualificação). Em 2005 e 2007, foi realizada um torneio de qualificação em conjunto com a CONMEBOL.

## Resultados

### Títulos por país
| Seleção        | Títulos                     | Vices                 | 3.º lugar                   | 4.º lugar             |
| -------------- | --------------------------- | --------------------- | --------------------------- | --------------------- |
| México         | 4 (2008, 2010, 2015 e 2019) | 2 (2017 e 2023)       | 2 (2009 e 2013)             | 2 (2006 e 2021)       |
| Estados Unidos | 3 (2006, 2013 e 2023)       | 2 (2019 e 2021)       | 2 (2008 e 2010)             | 2 (2009 e 2015)       |
| El Salvador    | 2 (2009 e 2021)             | 3 (2008, 2010 e 2013) | 4 (2015, 2017, 2019 e 2023) | —                     |
| Panamá         | 1 (2017)                    | —                     | —                           | 1 (2019)              |
| Costa Rica     | —                           | 2 (2009 e 2015)       | 1 (2006)                    | 3 (2008, 2010 e 2013) |
| Canadá         | —                           | 1 (2006)              | —                           | —                     |
| Guatemala      | —                           | —                     | 1 (2021)                    | —                     |
| Guadalupe      | —                           | —                     | —                           | 1 (2017)              |
| Bahamas        | —                           | —                     | —                           | 1 (2023)              |